# Цетлин, Владимир Владимирович
Владимир Владимирович Цетлин (1939 (?) — 31 марта 2022, Москва) — советский и российский учёный в области авиакосмической медицины. Активно занимался вопросом влияния радиации на космонавтов, использования диэлектриков в космонавтике и другими смежными вопросами. Был старшим научным сотрудником Института медико-биологических проблем РАН (ИМБП РАН). Долгое время занимал должность заведующего лабораторией мониторинга радиационных условий среды обитания экипажей МКС данного института. Автор более 100 научных трудов.
В качестве эксперта привлекался к участию в программе администрации Президента РФ «Интеграция». За успешную производственную и общественную работу неоднократно отмечался благодарностями и почётными грамотами, имел правительственные и ведомственные награды.

## Биография и научная деятельность
Родился, вероятно, в 1939 году. Его отец, Владимир Лейбович Цетлин (1899—1971), был боевым генералом.
Обучался на Физическом факультете МГУ, где занимался экспериментами, связанными с ускорением электронов и протонов в коллайдере.
После защиты диплома в 1965 году Цетлин начал работать в только что открывшемся Институте медико-биологических проблем РАН. Он так вспоминал это время:
Очень интересные задачи ставились тогда перед его сотрудниками — помочь человеку освоиться в космическом пространстве. Мы же про космос практически ничего не знали тогда. К примеру, все полагали, что если выставить руку в открытое космическое пространство, то она сразу… отвалится из-за мощной интенсивности излучения. Да и опасность микрометеоритов преувеличивали — думали, что они всё будут превращать в сито.
С 1979 года Цетлин занимался мониторингом радиационных условий на борту пилотируемых космических аппаратов. Его кандидатская диссертация связана с разработкой средств и методов активной защиты от ионизирующей радиации. Во многом благодаря работам Цетлина все космонавты, работающие на станциях «Салют», «Мир», а также на МКС, обеспечены ежедневным контролем уровня радиационного воздействия на их организмы.
В 1981 году Цетлин начал работать в новой лаборатории мониторинга радиационных условий пребывания экипажа на орбитальных космических станциях. Учёный так описывал свой опыт работы в этой организации:
Мы должны были ответить на важнейший вопрос: какую дозу получают люди, работая по полгода на борту космической станции. К тому времени уже было доказано, что руки у космонавта не отваливаются, но вот что будет, если малые дозы станут накапливаться в организме, — на этот вопрос ответа не было.
В 1998 году Цетлин защитил докторскую диссертацию на тему «Взаимодействие электронов со стеклообразными диэлектриками применительно к проблеме радиационной защиты космических аппаратов».
В августе 2021 года на Цетлина было совершено нападение на национальной почве. После пережитого инцидента учёный попал в больницу с инсультом, заразился COVID-19, пережил инфаркт и воспаление легких. После выписки из реабилитационного центра в начале марта Цетлин на непродолжительное время вернулся к работе.
Владимир Владимирович Цетлин скончался 31 марта 2022 года на 84-м году жизни от острой сердечно-сосудистой недостаточности.

## Научные работы
- Цетлин В. В. Исследование реакции воды на вариации космофизических и геофизических факторов окружающей среды // Авиакосмическая и экологическая медицина. — 2010. — Т. 44, № 6. — С. 26—30.
- Цетлин В. В. и др. Воздействие сверх малых доз ионизирующего излучения и условий гипомагнитного поля изменяют физиологические характеристики семян высших растений // Авиакосмическая и экологическая медицина. — 2016. — Т. 50, № 6. — С. 51—58.
- Цетлин Владимир Владимирович, Аптикаева Ольга Ивановна. Ритмы природных процессов в вариациях электрических токов в межэлектродном промежутке // Электронное научное издание Альманах Пространство и Время. — 2013. — № 2.
- Муравьев Сергей Владимирович, Цетлин Владимир Владимирович, Белишева Наталья Константиновна. Сенсорные свойства воды как индикатор вариаций космо-геофизических агентов // Труды Кольского научного центра РАН. — 2015. — № 6 (32).
- Лифанова Раъно Зобидовна, Орлова Валентина Сергеевна, Цетлин Владимир Владимирович. Воздействие электромагнитного излучения на энергетическое состояние молекул воды // Вестник Российского университета дружбы народов. Серия: Экология и безопасность жизнедеятельности. — 2019. — № 2.
- Николайкин Николай Иванович, Пожелуева Злата Владиславовна, Старков Евгений Юрьевич, Цетлин Владимир Владимирович, Савчуков Сергей Алексеевич. Гео-гелиомагнитное влияние на организм человека и безопасность авиаперевозок // Crede Experto: транспорт, общество, образование, язык. — 2018. — № 2.